# 奧里夫
49°11′33″N 23°31′0″E / 49.19250°N 23.51667°E
奧里夫（烏克蘭語：Орів），是烏克蘭的村庄，位於該國西部利沃夫州，由德羅霍貝奇區特鲁斯卡韦茨市镇負責管轄，處於斯特納夫卡河畔，始建於1589年，面積9.22平方公里，海拔高度519米，人口1,724。